# Ali-Rıza Yılmaz
Ali-Rıza Yılmaz (* 2. Januar 1968 in Burdur) ist ein ehemaliger türkischer Fußballspieler.

## Karriere
Yılmaz spielte in der Jugend für den SV Waldhof Mannheim und die Stuttgarter Kickers, dort schaffte er den Sprung zu den Amateuren der Kickers. In der ersten Mannschaft kam er im DFB-Pokal beim Auswärtsspiel am 29. August 1986 bei Tennis Borussia Berlin das erste Mal zum Einsatz. Sein Profidebüt gab der Mittelfeldspieler in der 2. Bundesliga beim 6:1-Auswärtssieg beim SC Fortuna Köln. Jedoch folgten keine weiteren Einsätze bei den Kickers. Somit kehrte der Türke zur Saison 1987/88 wieder in sein Heimatland zurück und war fortan für Denizlispor drei Spielzeiten lang aktiv. 1990 folgten weitere drei Jahre beim Süper Lig Club Konyaspor. Zwei weitere Spielzeiten folgten beim Ligakonkurrenten Bursaspor. Über den Drittligisten Zonguldak Kömürspor führte es ihn 1993 zu Antalyaspor, hier gelang ihm der Aufstieg in die Süper Lig. Von 1998 bis 2000 trug er das Trikot von Yimpaş Yozgatspor, ehe er zu Aksarayspor wechselte. 2002 beendete er seine Karriere als Fußballer, blieb jedoch dem Verein als Trainer für zwei weitere Jahre erhalten. 
2010 war Yılmaz wieder in Deutschland aktiv und trainierte in Mannheim den Kreisligisten FC Türkspor Mannheim. 2014 übernahm er das Amt des Sportdirektors bei seinem ehemaligen Verein Antalyaspor.